# NF Z 43-400
NF Z 43-400 était une norme relative à l'archivage des données électroniques au moyen des supports et des techniques de micrographie informatique en noir et blanc à traitement chimique liquide, qui ne traitait donc pas des autres solutions utilisées pour archiver ces données.
Cette norme a été homologuée le 20 août 2005 et annulée en 2016. Elle est à l'origine de la norme internationale sur le même sujet adoptée par le comité technique 171 de l'ISO le 31 octobre 2008 (norme ISO 11506).

## Contexte
Les entreprises et administrations tendent à développer de plus en plus leurs productions électroniques, soit par la numérisation de documents initialement établis sur supports papier, soit par une production nativement électronique. C’est le cas notamment dans le cadre de l’essor de l’administration électronique (formalités et déclarations en réseau, formulaires administratifs en ligne…) ou de la formation de contrats par voie électronique. L’évolution vers l’électronique concerne des informations de tous degrés d’importance ou de gravité. Les questions propres à la continuité des actes juridiques et à la traçabilité y forment donc une réalité critique.

## La notion detraçabilité
Le législateur a fait évoluer le droit de la preuve, lequel intègre la notion d’écrit électronique depuis la réforme du 13 mars 2000, la loi de confiance dans l’économie numérique du 21 juin 2004 ayant ensuite établi le cadre juridique des transactions passées par voie électronique. Outre l’intérêt pour chacun d’être en mesure de prouver la sincérité de ses actes, nul ne peut désormais méconnaître les règles légales applicables, dans un monde de plus en plus connecté, et où l’usage de procédés dits dématérialisés ne fait qu’accroître la nécessité de la traçabilité, de la preuve et du devoir de vérité.

## La notion de pérennité
Il convient d’analyser qu’un document électronique est lié aux équipements logiciels et matériels. Il en découle que la préservation du document électronique ne peut se résumer à sa conservation en tant qu’objet physique entreposé, en raison de l’obsolescence rapide de ces matériels.
L’archivage doit rendre cette information indépendante des plates-formes matérielles et logicielles d’origine, de façon à garantir la conservation des données pendant les durées requises.

## Le corps normatif
Outre une analyse précise des fonctions de l’archivage de données électroniques (spécifications fonctionnelles et juridiques), le corps normatif contient des spécifications relatives :
- aux options de la micrographie informatique ;
- aux modalités d’enregistrement (mode ligne ou mode image) ;
- à l’administration des données enregistrées (titrage, indexation, rupture…).

Il donne également des spécifications relatives aux aspects juridiques de l’enregistrement COM :
- irréversibilité, durabilité ;
- formation de titres juridiques sur microformes (original, copie fidèle et durable…) ;
- estampillage des microformes ;
- moyens d’expertise ;
- administration de la preuve ;
- application de la loi informatique et libertés.

Il apporte encore des recommandations relatives au dual-enregistrement COM (stockage sur microformes) / COLD (stockage sur CD) voire double sortie d’un même fichier en parallèle sur supports COM et COLD, ainsi qu’aux aspects juridiques de celui-ci :
- administration de la preuve ;
- application de la loi informatique et libertés.